# Бобрич (река)
Бобрич (нем. Bobritzsch) — река в Германии в федеральной земле Саксония, правый приток Фрайбергер-Мульде. Длина 38 км.

## Течение
Исток находится в восточной части Рудных гор в 5 км на юго-восток от Фрауэнштайна. Вдоль реки между общинами Хальсбрюке и Райнсберг проходит пеший маршрут, известный под названием Грабентур. Выше на скалах расположены справа замок Райнсберг, слева замок Биберштайн. Несколько севернее замка Биберштайн Бобрич впадает во Фрайбергер-Мульде.

## Галерея
- Между верхним и нижним Бобричем
- Мост федеральной трассы 173 в Наундорфе
- Уровень воды в августе 2002 года у моста нем. Schafbrücke
- Мост 1806 года постройки в деревне нем. Krummenhennersdorf